# Buzzword
Cet article possède un paronyme, voir Buzz.
Un buzzword, ou mot à la mode, est un terme utilisé comme slogan pour désigner une nouveauté technique, commerciale ou conceptuelle et ainsi attirer l'attention sur celle-ci. Son emploi donne l'impression qu'il s'agit de quelque chose d'important et à la mode et que son utilisateur est quelqu'un de compétent (exemple en français : « synergie » ; exemple en anglais : « business model »). Le mot buzzword lui-même est un buzzword. Il est apparu en 1946 en anglais (où il s'écrit également buzz word). Dans cette langue, on emploie également buzz phrase lorsqu'il s'agit non pas d'un seul mot mais d'une locution.
Selon divers dictionnaires papier ou en ligne, buzzword peut se rendre en français par « mot à la mode » (Reverso, Larousse, Google), « expression à la mode » (Reverso), « mot en vogue » (Wordreference), « mot branché » (Word Watch Civilisation 2000) ou « mot d'ordre » (Ultralingua). Le site Linguee recense « terme en vogue », « vocable à la mode », « beau mot » et « formule ronflante », entre autres. L'équivalence buzzword / mot à la mode se rencontre sous la plume de quelques auteurs : « la mondialisation […] est le mot à la mode, le buzzword » (Thierry Dutour, 2004), « le développement durable doit devenir plus qu’un « buzzword » (mot à la mode) » (Roche Ingénieurs-conseils, novembre 2007). La traduction recommandée par l'Office québécois de la langue française est également « mot à la mode ».

## Étymologie et évolution sémantique
Le mot buzzword, formé de buzz (bourdonnement, bruit confus (de conversations), rumeur) + word (mot), est, selon The Online Etymology Dictionary, un néologisme apparu en 1946 dans l'argot estudiantin pour désigner un mot-clé dans un cours magistral ou un ouvrage à lire.
Le terme est défini dans l'édition 1988 du Webster's New World Dictionary (Third College Edition) comme étant un mot ou une expression creuse ou imprécise employée par les membres d'un petit cénacle mais faisant forte impression sur les personnes extérieures.

## Origine et formation
Un buzzword peut être un néologisme créé par emprunt lexical (exemple : e-learning, emprunté à l'anglais) ou par dérivation lexicale d'un mot existant (exemple : « biodiversité, fabriqué à partir du préfixe « bio » et du substantif  « diversité » ).
Ce peut être un terme tombé en désuétude, ainsi « gouvernance », vieux mot français du XVe siècle, réactualisé par Lionel Jospin en juin 1997.
Un adjectif existant peut servir à former, non sans glissement de sens, un buzzword, ainsi « biologique » dans « agriculture biologique »  ou « virtuel » dans « communauté virtuelle ».
Quand le terme initial est inadéquat, la signification sera obscure. Cette forme de secret accroît encore plus la fonction identitaire et intimidante caractéristique des mots de jargon : l'utilisation de vocabulaire incompris des auditeurs identifie le locuteur comme initié et les auditeurs comme profanes,.

## Domaines concernés
Dans l'industrie, les buzzwords sont couramment utilisés sur le marché du travail. L'utilisation de buzzwords dans les annonces démontre une connaissance du jargon du domaine industriel en question et ceux-ci sont souvent utilisés comme mot-clé pour les recherches d'annonces.
Dans le discours politique, les néologismes récurrents, liés à des sujets à la mode, tels que environnement, développement durable, mondialisation, exclusion sociale, tolérance, biodiversité et les qualificatifs biologique et xénophobe sont qualifiés de buzzwords.
Dans le discours informatique, les néologismes de jargon concernant des nouveautés à la mode, mis en avant à des fins économiques, tels que WYSIWYG, client-serveur, multimédia, P2P, L4G, grid computing ou les qualificatifs orienté objet, et virtuel sont qualifiés de buzzwords.
Dans le lexique en vogue dans le champ de l'éducation dans les années 2000, on trouve le buzzword « e-learning », qui a succédé à « constructivisme » (années 1990) et à « interactivité » (années 1980).
D'après une étude effectuée pour le livre The business style handbook auprès des professionnels de la communication du Fortune 500, ceux-ci sont partagés concernant les buzzwords : La moitié disent qu'ils n'aiment pas, voire détestent les buzzwords et essayent de les éviter, allant jusqu'à dire qu'ils n'aiment ni les buzzwords ni le mot buzzword.

## Usages
Pour Jérôme Palazzolo et Bernard Lachaux, le buzzword « éthique » dans le domaine de la santé « [...] est un mot à la mode qui, comme toute chose prisée, comporte le risque d'un usage excessif, qu'il soit galvaudé ou alors alibi intellectuel. Devenant alors purement théorique, il encourt le péril d'une dérive hébergeant nombre d'idéaux en quête de terrains d'application, voire de missions de propagande ».
Tracy Bowell et Gary Kemp, dans leur livre Critical Thinking: A Concise Guide concernant la pensée critique, décrivent les buzzwords comme « des mots forts, à la mode, fortement rhétoriques en raison de leur forte connotation. Des mots qui peuvent être provocants, difficiles à apprivoiser, donc extrêmement problématiques dans le contexte de la pensée critique ».
Les buzzwords dénoncés comme tels ont une fonction inverse du vocabulaire scientifique : loin d'apporter plus de précision que les mots qu'ils remplacent, ils constituent des mots passe-partout transmettant peu d'informations, mais dont l'aspect sérieux doit intimider l'auditoire de manière qu'il n'ose pas demander plus de précisions. 
Des médias satiriques montrent comment des phrases composées uniquement de mots de ce type peuvent avoir une apparence de sérieux pour un contenu réel nul. Le site Dilbert.com propose ainsi un générateur de phrases aléatoires composées de mots de ce type. Dans la satire du management de Dilbert, la fonction intimidante des buzzwords domine tellement que l'utilisateur d'un buzzword peut n'avoir lui-même aucune idée de ce qu'il signifie.
Cette fonction intimidatrice n'est pas limitée aux satires. Jérôme Kerviel avait fait la réponse suivante à une anomalie constatée : « Ça matérialise des give up de fûts faits tardivement, je dois de l'argent à la contrepartie. On va le rebooker asap » . Selon l'analyse faite ultérieurement, cette phrase ne veut rien dire, mais la personne chargée des contrôles n'a pas demandé d'éclaircissements de peur de paraître stupide. Alan Sokal et Jean Bricmont, les auteurs des Impostures intellectuelles, soupçonnent de même de nombreux penseurs d'employer des mots issus des sciences exactes de cette manière. Eux-mêmes en tout cas ne voient aucun sens au vocabulaire employé, soit que des mots sont employés comme métaphores alors que le sens figuré n'est ni fixé par des précédents ni facile à deviner, soit qu'ils sont combinés de manière incohérente.
Selon Stephen Barrett et Victor Herbert, « Les promoteurs du charlatanisme sont habiles dans l'usage de slogans et de mots à la mode. Durant les années 1970, ils ont popularisé le mot "naturel" comme un mot magique dans la vente. Durant les années 1980, le mot "holistique" est devenu populaire. Aujourd'hui, le mot à la mode est "alternatif" (ou médecine alternative ou douce) ».

## Exemples debuzzwords
Les buzzwords ou mots en vogue rencontrés en français peuvent être des emprunts à l'anglais mais aussi des termes indigènes.

### Buzzwordsd'origine anglaise
- Best practices[40].
- Blockchain[41],[42],[43]
- B2B[44]
- Business model[45].
- Datawarehousing[46].
- Empowerment[47].
- Enterprise Service Bus[48].

### Buzzwordsd'origine française
- Biodiversité[49].
- Convergence[50].
- Intelligence artificielle[51],[52].
- Interactivité[53].
- Prospective territoriale[54].
- Synergie[55].
- Paradigme[56].

## Produits connexes
Le jeu du Business Loto (anglais Buzzword Bingo) est dérivé du Loto et se joue en entreprise. Le joueur inscrit sur des cartes des buzzwords couramment utilisés dans les discours de management. Puis, lors du discours, place les cartes correspondant aux buzzwords prononcés par le manager, jusqu'à obtenir des lignes ou des colonnes. Le jeu s'inspire de la bande dessinée satirique Dilbert.